# Jenifer (musikalbum)
Jenifer är det självbetitlade debutalbumet av den franska sångaren Jenifer. Det gavs ut i mars 2002 och innehåller 15 låtar.

## Låtlista
| Nr  | Titel                    | Längd |
| --- | ------------------------ | ----- |
| 1.  | Des Mots qui résonnent!  | 3:25  |
| 2.  | Au soleil                | 3:18  |
| 3.  | J'attends l'amour        | 3:39  |
| 4.  | Je garde                 | 3:52  |
| 5.  | Nos points communs       | 3:56  |
| 6.  | Entre humains            | 3:58  |
| 7.  | Je ne pourrai plus aimer | 3:37  |
| 8.  | Donne-moi le temps       | 4:13  |
| 9.  | Là où tu rêves           | 4:03  |
| 10. | Secrets défenses         | 3:50  |
| 11. | Viens me voir            | 3:25  |
| 12. | Maintenant               | 3:24  |
| 13. | Que reste-t-il ?         | 4:34  |
| 14. | Junto al sol             | 3:40  |
| 15. | Just Another Pop Song    | 3:27  |

Spår 14 är den spanska versionen av spår 2.

## Listplaceringar
| Lista               | Topplacering |
| ------------------- | ------------ |
| Belgien (Vallonien) | 1            |
| Frankrike           | 2            |
| Schweiz             | 9            |